# ورزشگاه کمپ دل کنتناری
ورزشگاه کمپ دل کنتناری (به اسپانیایی: Estadi Camp del Centenari) با ظرفیت ۱۰٬۰۰۰ نفر یکی از ورزشگاه‌های فوتبال کشور اسپانیا است که در شهر بادالونا ایالت کاتالونیا واقع شده‌است. این ورزشگاه در سال ۱۹۷۲ بازگشایی شد و در حال حاضر بازی‌های خانگی باشگاه فوتبال بادالونا در آن برگزار می‌گردد.